# Passos (Cabeceiras de Basto)
Passos ist ein Ort und eine ehemalige Gemeinde (Freguesia) im Norden Portugals.
Passos gehört zum Kreis Cabeceiras de Basto im Distrikt Braga. Die Gemeinde hatte eine Fläche von 4,6 km² und hat 221 Einwohner (Stand 30. Juni 2011).
Am 29. September 2013 wurden die Gemeinden Passos und Alvite zur neuen Gemeinde União das Freguesias de Alvite e Passos zusammengeschlossen.

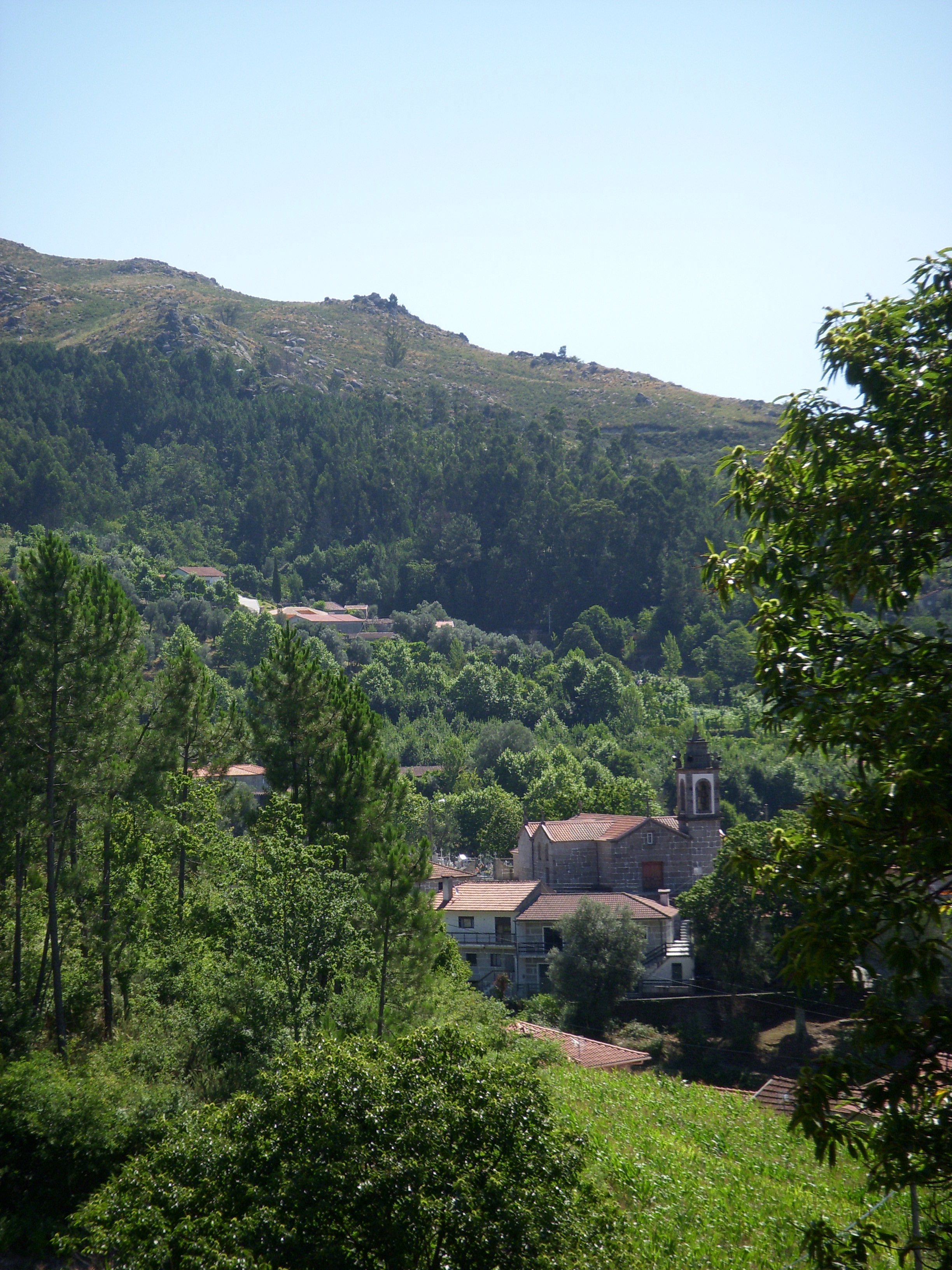
Passos